# Ahmed Hamza
Ahmed Hamza (arabe : أحمد حمزة), de son nom complet Ahmed Ben Abderrahmane Hamza, né le 14 décembre 1930 à Sfax et mort le 15 mars 2011 à Tunis, est un chanteur et compositeur tunisien. Il est l'interprète d'une chanson symbole de la musique tunisienne au Machrek : Jari ya Hammouda.
Ahmed Hamza s'est beaucoup inspiré du répertoire traditionnel de la région de Sfax pour créer son propre répertoire.

## Biographie
Ahmed Hamza, né au hay Borj Ennar à l'intérieur des remparts de la médina de Sfax, grandit dans une fratrie de six garçons et deux filles. Il commence ses études à l'école franco-tunisienne de Moulinville à Sfax. Son père chante du malouf et joue du piano traditionnel, de la mandoline et de l'oud, louant le matériel musical et tenant un café chantant organisé en lieu de rencontres dans lequel on joue de la musique traditionnelle et écoute des anciens disques d'Oum Kalsoum, Mohammed Abdel Wahab et Salah Abdelhay.
Le café de son père étant sur le chemin de l'école, le jeune Ahmed profite de ses allers et retours pour y passer, savourer la musique et s'initier très tôt à l'oud et au piano. Étant l'aîné de la famille, et en accord avec son père, il décide de quitter l'école pour aider celui-ci à gérer les affaires de la famille. Il peut ainsi côtoyer l'environnement artistique local et entamer précocement une carrière musicale en animant les fêtes de mariages, de circoncisions et de fin d'études.
Il reprend les chansons de Mohamed Faouzi et Farid El Atrache, suivant en parallèle des cours à l'école de musique moderne dirigés par Hédi Channoufi et Mohamed Aloulou qu'il accompagne à l'âge de 18 ans pour sa première tournée au sein de la troupe Ahbab El Fen (Les amis de l'art) à Constantine. Hamza continue tout seul vers Alger où il fait la rencontre d'Abdelhamid Abebsa, grand nom du chaoui, et fait partie de sa troupe pendant trois ans ; il participe à une soixantaine de spectacles à travers le pays, accompagné par d'autres artistes tunisiens dont Ridha Kalaï, Abdelmajid Harakati et Mohamed Lejmi.
À partir de 1952, lors du passage à Sfax d'une caravane d'enregistrement de la radio tunisienne à laquelle il participe avec d'autres artistes de la région tels que Cheikh Mohamed Boudaya, Ahmed Hamza, écoutant sa voix sur les ondes de la radio, décide de s'installer dans la capitale. Ceci lui permet de partager la scène avec les grands noms de la musique de l'époque comme Chafia Rochdi et Ali Riahi. En juin 1957, il réussit un concours de chant lui permettant de faire partie de la troupe de la radio comme choriste sous la direction d'Abdelhamid Ben Aljia. Parmi les autres lauréats figurent Youssef Temimi, Mustapha Charfi, Mohamed Ahmed, Hédi Mokrani, Hédi Kallel, Oulaya, Naâma et Safia Chamia.
En 1958, il part au Caire et y rencontre Mohammed Abdel Wahab. Il enregistre également plusieurs chansons pour les radios Chark el Awsat et Sawt el Arab.
À la fin des années 1960, il reçoit la mission de diriger le service de musique de la jeune Radio Sfax ; il organise des missions de musique traditionnelle, soufie et contemporaine avec la participation de Cheikh Mohamed Boudaya, Kacem Kefi, Safoua, etc.
Dans les années 1960, Ahmed Hamza apporte des arrangements au titre Jari Mahmoud, une création de l'auteur-compositeur-interprète algérien Mahmoud Djellal dit Ali El Khencheli, en y introduisant des instruments à cordes mais tout en gardant le texte et la ligne mélodique de la chanson originale ; ce titre se répand largement dans le monde arabe, sous le titre Jari ya Hammouda, grâce en particulier à son interprétation par la chanteuse Oulaya lors de son séjour au Caire. Hiya hiya, Sayyada, Chahloula, Khannaba, Khandouda, Tahlef houriya mel jenna figurent également parmi ses principaux titres. Il compose aussi pour d'autres artistes tels que Fethia Khaïri, Naâma, Oulaya, Kacem Kefi, etc.   
En 1967, il participe au premier long métrage tunisien intitulé L'Aube sous la direction du cinéaste Omar Khlifi.

## Reprise
Le titre Jari ya Hammouda a été repris par Joan Baez (orthographié Jaria Hamuda) sur l'album Live Europe '83.